# كارولينا دافني ألونسو كورتيس
كارولينا دافني ألونسو كورتيس رامون (بالإسبانية: Carolina-Dafne Alonso-Cortés)‏ هي كاتبة وروائية إسبانية. وُلدت في مدريد في 31 من شهر يناير عام 1933. تتميز العديد من رواياتها بأنها ذي طابع تاريخي وتدور حول بعض الشخصيات النسائية المشهورة مثل: أوراكا ملكة قشتالة ولوكروثيا بورخيا وإيزابيلا الأولى. وحول بعض الشخصيات المثيرة للجدل مثل إيرل بييا ميدياني وحول احتلال القارة الأمريكية. حصلت كارولينا على العديد من الجوائز الأدبية مثل جائزة آلفاريذ كينتيرو وجائزة الأكاديمية الملكية الإسبانية.

## السيرة الذاتية
هي ابنة لأم أندلسية وأب قشتالي، هي حفيدة للرجل الأكاديمي بالأكاديمية الملكية الإسبانية نارثيسو آلونسو كورتيس، الذي عاشت معه في بلد الوليد من سن التاسعة إلى أن تزوجت الشاعر خوان أنكونيو لاثارو، الذي انتقلت للعيش معه في مدريد ثم أنجبت ستة أبناء. عملت كأمينة مكتبة في الأرشيف العام لسيمانكاس وفي المكتبة الوطنية الإسبانية. ومع هذه الوظائف استطاعت أن تعمل ككاتبة. حالياً هي متقاعدة وتعيش في مدريد حيث تكمل حياتها ككاتبة.
نُشر كتابها الأول نونييث دي أرثى، أربع وثلاثون والذي تحدثت فيه الكاتبة عن ذكريتها أثناء معيشتها مع جدها بقصره في بلد الوليد. نُشر هذا الكتاب عام 1976 ومقدمته كتبها فرانثيسكو خافيير مارتين أبريل، علق عليه عدد من الكتاب وعلماء اللغة المشهورين مثل خيراردو دييغو وإيميليو ألاركوس وبويرو باييخو وأنطونيو طوبار وفرناندو لاثارو كاريتير، وقد قال عنه خورخى جيين أنه «عمل مختلف وجديد وغني بالتعبيرات التي تظهر المؤلفة ككاتبة حقيقة متمرسة».
و في كل أعمالها، حتى في الكتابات التاريخية، يمكننا أن نلاحظ لمحات شبه واضحة لميل الكاتبة نحو موضوع المؤامرات فهو المفضل للكاتبة.
كارولينا هي المكتشفة الأولى والوحيدة في إسبانيا للكاتبة الروائية أجاثا كريستي، والمقالات التي تدور حول هذه الكاتبة -تشريح أجاثا كريستي وأجاثا كريستي ملكة الجريمة- مُعترف بها دولياً. باعتبارها متخصصة في مجال الكتابة، فلقد شاركت في إحياء الذكرى المئوية لكتابة القصص البوليسية بإجراء مداخلات في التلفزيون الإسباني TVE وفي وسائل إعللامية أخرى للحديث حول الموضوع.

## الجوائز
- جائزة مدينة خاكا لعام 1982 عن رواية أربع وعشرين ساعة.
- أجائزة أتينيو- مدينة بايادوليد لعام 1983 عن رواية بياميديا.
- جائزة ألفاريذ كينتيرو للأكاديمية الملكية الإسبانية لعام 1986 عن رواية بياميديا.
- جائزة كاستيا-لامانتشا لعام 1985 عن رواية ملكة السيوف.
- جائزة أتينيو دى سانتاندير لعام 1989 عن رواية العبور.
- جائزة كاستيا-لامانتشا لعام 1991 عن رواية الآلهة وأكلة البشر.
- جائزة ميكيل أدليزت لعام 1993 عن رواية الضمادة.
- جائزة خوان باليرا لعام 1996 عن رواية المغامرة الرائعة.
- جائزة مدينة ألخيثيراس لعام 1997 عن رواية مثل صخرة الزجاجية.
- جائزة أمادور دى لوس رييوس لعام 1998 عن رواية السيدة الجميلة ذات العيون الفارغة.
- جائزة كاثيريس لعام 1999 عن رواية العودة إلى العالم.
- جائزة خيان للقصص القصيرة(ألفونسو سانتشوس سايث) لعام 2005 عن رواية نهر الأمازون.
- جائزة إيميليو ألاكوس يوراتش لعام 2007 عن رواية الزهور من أجل لوكريثيا بورخيا.
- جائزة مدينة طليطلة (فيليكس أوراباين) لعام 2008 عن رواية الأجيال.
- جوائز عن القصص القصيرة: أوتشا دى بلاتا، بويرتا دى برونثى...إلى آخره.
- كانت مرشحة لربح جوائز بييا دى بيلباو و بلانتيا و نادال و بلادا وخانيس...إلى آخره.

## الأعمال

### الرواية
- نونييث دى أرثى، أربع وثلاثون 1976.
- تساوي الليل والنهار بسبتمبر 1979.
- الذاكرة النائمة 1980.
- أربع وعشرين ساعة 1982.
- بياميديانا 1983.
- بياميديانا «الطبعة الثانية» 1992.
- ملكة السيوف. رواية تدور حول عدة مقاطعات في كاستيا-لامنتشا 1986.
- حديقة آل بورخيا 1990.
- الآلهة وأكلة لحوم البشر 1991.
- المغامرة الرائعة 1996.
- موت الشمس بشكل كامل 1997.
- الصخرة الزجاجية 1998.
- السيدة الجميلة ذات العيون الفارغة 1999.
- العودة إلى العالم 2000.
- أوديسية أمريكا 2001.
- العام الأخير 2003.
- نهر الأمازون 2005.
- زهرة من أجل لوكريثيا بورخيا 2006.
- الأجيال 2009.
- جلاديولوس والورود 2010.

### القصص القصيرة
- بويرتو بانوس 1992.
- الملاذ 1993.
- الضمادة 1994
- لقاء 1995.
- قصص مؤامرات 2005.
- كاليدروسكوبيو 2010.
- قصص قصيرة جداً 2011.

### مقالات
- تشريح أجاثا كريستي 1981.
- سحر أجاثا كريستس 1990.
- أجاثا كريستي، ملكة الجريمة 2005.
- مقالة حول الأبداع 2007.
- حياتي الأدبية.